# Gud-är-död-teologi
Gud-är-död-teologin diskuterade religionens roll i en sekulär och efterkristen tid där de traditionella gudsbilderna, religion och kyrkan förlorat sin roll.
Begreppet guds död förekommer först hos Jean Paul Richter, Friedrich Hegel[källa behövs], Friedrich Nietzsche, Martin Heidegger med flera.
På 1960-talet förespråkades Gud-är-död-teologin av bland andra Gabriel Vahanian, William Hamilton, Thomas Altizer, Dorothee Sölle. Rörelsen var inspirerad av John A.T. Robinson, Dietrich Bonhoeffer, Sören Kierkegaard, Paul Tillich, Rudolf Bultmann, Harvey Cox.
Även om inriktningen försvann tämligen snart, så var den viktig för etablering av sekulariseringsteologi och andra moderna, sekulära och radikala teologiriktningar.